# Aleida Guevara

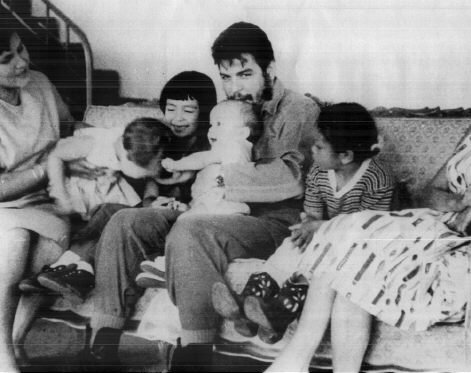
Familia Guevara en 1963.

Aleida Guevara March (La Habana, 24 de noviembre de 1960) es una pediatra cubano-argentina. 
Es la hija mayor de Ernesto Che Guevara y de su segunda mujer Aleida March.
Aleida es doctora en medicina especializada en pediatría. Trabaja en el Hospital para Niños William Soler, de La Habana; y es colaboradora del Centro de Estudios Che Guevara. También ha ejercido en Angola, Ecuador y Nicaragua. Asimismo, es militante del Partido Comunista de Cuba. En su película Sicko, Michael Moore la entrevista acerca de la filosofía que sustenta el sistema de salud universal en Cuba.
Guevara ha sido una militante de los derechos humanos y de reducciones de deuda soberana para naciones en desarrollo. Ella es autora del libro Chávez, Venezuela y la nueva América Latina.